# Ein Ort für die Ewigkeit
Ein Ort für die Ewigkeit ist ein Kriminalroman der schottischen Autorin Val McDermid, der 1999 unter dem Titel A Place of Execution herauskam und seit 2000 in der deutschen Übersetzung vorliegt.

## Inhalt
Die Handlung des Romans findet in der englischen Grafschaft Derbyshire statt. Der erste Teil des Buches spielt im Jahr 1963, der zweite Teil im Jahr 1998.

### Im Jahr 1963
Detective Inspector George Bennett wird in den verlassenen Weiler Scardale gerufen. Die 13-jährige Alison Carter ist verschwunden, und es wird ein Verbrechen vermutet. Der ehrgeizige Inspektor organisiert eine große Suchaktion. Die Dorfbewohner sind verschlossen und wenig kooperativ. Trotz intensiver Bemühungen wird das Mädchen nicht gefunden. Dafür werden Kampf- und Blutspuren sowie später, in einer verlassenen Mine, Teile von Alisons Kleidung gefunden. Die Ermittlungen konzentrieren sich schließlich auf den Gutsherrn Philip Hawkin, der in der Nähe der Spuren auf dem Feld gesehen wurde. Er hatte vor einigen Jahren Ruth, die verwitwete Mutter von Alison geheiratet und ist somit ihr Stiefvater. Hawkin ist Hobby-Fotograf. Bei der Durchsuchung seiner Dunkelkammer entdeckt die Polizei Fotos, die ihn beim sexuellen Missbrauch von Alison zeigen. Er wird verhaftet und des sexuellen Missbrauchs sowie des Mordes angeklagt. In beiden Anklagepunkten schuldig gesprochen, wird er gehenkt. Am Tag der Hinrichtung bringt die Frau des Detektivs seinen Sohn Paul zur Welt.

### Im Jahr 1998
Die Journalistin Catherine Heathcote hat Paul Bennett, den Sohn Georges, kennengelernt, der ihr von der verschwundenen Alison erzählt hat. Catherine möchte ein Buch darüber schreiben und beginnt, vor Ort zu recherchieren, zumal ihr Paul erzählt, dass Janis, die Schwester seiner Braut Helen, in Scardale wohnt.
Als Catherine Janis in Scardale trifft, stellt sie fest, dass sie der verschwundenen Alison erstaunlich ähnlich sieht. Letztendlich findet sie heraus, dass Alison von Philip Hawkin geschwängert worden war. Alisons Mutter Ruth hatte entdeckt, dass Philip zahlreiche Kinder und Jugendliche missbraucht und fotografiert hatte. Mit Hilfe der verschworenen Dorfgemeinschaft wurde Alison bei entfernten Verwandten untergebracht, wo sie ihr Kind zur Welt brachte, als welches sich Helen entpuppt, die sie später wie ihre Schwester behandelt hat. Für die Polizei wurden Indizien arrangiert, die auf einen Mord hindeuten sollten. George Bennett hat dies zwischenzeitlich auch herausgefunden und erleidet einen Herzanfall, den er aber überlebt. Er überzeugt Catherine Heathcote, ihr Buch nicht zu veröffentlichen.

## Kritik
Nach der Zeitschrift Brigitte ist das Buch „ein atmosphärisch ungemein dichter Roman über die Macht des Schweigens und die Ohnmacht eines Kommissars – mit literarischen Qualitäten“. Die Redaktion der Süddeutschen Zeitung meint: „Dieses Buch nimmt uns den Atem“.

## Verfilmung
Der Roman wurde 2008 unter der Regie von Daniel Percival als Dreiteiler für das britische Fernsehen verfilmt. In den USA wurde der Film erstmals am 1. und 8. November 2009 auf PBS als Zweiteiler ausgestrahlt. Die dreiteilige TV-Miniserie gewann 2010 für das Drehbuch von Patrick Harbinson den „Edgar Award“ bei den Edgar Allan Poe Awards 2010, sowie einen „Dagger Award“ für die beste weibliche Hauptrolle (Juliet Stevenson) bei den Crime Thriller Awards UK 2009. Zudem war sie in der Sparte „Best Drama Serial“ für den RTS Television Award 2009 der Royal Television Society UK nominiert.

## Ausgabe
- Ein Ort für die Ewigkeit Knaur Verlag, ISBN 3-426-61911-3